# Песуярв
Пе́суярв (эст. Pesujärv, Jõuga Pesujärv, Jõugu järv) — озеро на северо-востоке Эстонии, располагается на территории деревни Йыуга волости Алутагузе в уезде Ида-Вирумаа. Входит в состав группы озёр Йыуга.
Площадь озера составляет 1,9 га (по другим данным — 1,8 га или 2 га).
Песуярв представляет собой бессточное эвтрофное озеро округлой формы, находящееся на высоте 50,5 м над уровнем моря в ландшафтном заповеднике Йыуга, с 2018 года являющегося частью национального парка Алутагузе. Акватория озера вытянута в направлении северо-восток — юго-запад на 220 метров, шириной — 110 м и с наибольшей глубиной в 9,5 м. Протяжённость береговой линии — 556 м.
Используется в рекреационных целях.